# Malte Seifert
Malte-Christopher Seifert (* 28. März 1985 in Düsseldorf) ist ein ehemaliger deutscher Eishockeyspieler (Verteidiger), der zuletzt beim ESV Kaufbeuren in der Oberliga unter Vertrag stand.

## Karriere
Seifert begann seine Karriere in der Saison 2000/01 im DNL-Team der Krefeld Pinguine und wechselte zur Saison 2003/04 zu den Ratinger Ice Aliens in die Regionalliga.
In der Saison 2004/05 stand Seifert dann beim EV Duisburg in der 2. Bundesliga unter Vertrag, mit dem ihm der Aufstieg in die DEL gelang. Sein DEL-Debüt gab Seifert dann in der Saison 2005/06, in der er 30 Spiele für das Duisburger DEL-Team bestritt und auch einige Einsätze bei der zweiten Mannschaft in der Regionalliga hatte.
Nach seinen ersten DEL-Erfahrungen kehrte Seifert zur Saison 2006/07 in die Oberliga zu den Ratinger Ice Aliens zurück, die er nach deren Insolvenz unter der Saison allerdings wieder verlassen musste. Den Rest der Saison verbrachte Seifert beim EHC München in der 2. Bundesliga.
Zur Saison 2007/08 wechselte Seifert dann zum ESV Kaufbeuren, wo er 2008 seine Karriere beendete.

## Statistiken
(Legende zur Spielerstatistik: Sp oder GP = absolvierte Spiele; T oder G = erzielte Tore; V oder A = erzielte Assists; Pkt oder Pts = erzielte Scorerpunkte; SM oder PIM = erhaltene Strafminuten; +/− = Plus/Minus-Bilanz; PP = erzielte Überzahltore; SH = erzielte Unterzahltore; GW = erzielte Siegtore; 1 Play-downs/Relegation; Kursiv: Statistik nicht vollständig)